# Lilly Segerdahl
Lilly Amalia Segerdahl, född 1874 i Husby församling, Kopparbergs län, död 1946 i Leksand, var en svensk målare. 
Hon var dotter till jägmästaren Yngve Adalrik Segerdahl och Amalia Nordström, hon var brorsdotter till Alfvar Theodorik Segerdahl. Efter studier vid Tekniska skolan i Stockholm kom Segerdahl 1904 till Leksand där hon studerade för Gustaf Theodor Wallén. Hon var under många år en av Walléns största beundrare, lärjunge och vårdarinna. Hon kom helt orättvist att ställas i skuggan av sin lärare som inte såg hennes konstnärliga begåvning. Hon visade i sin konst prov på både koloristisk finess och i ett porträtt av morbrodern Richard Dybeck visade hon ett schvung och djärvhet i kompositionen. Hon drabbades småningom av själslig ohälsa som förlamade hennes konstnärskap och bröt ner henne som människa. Hon var medlem i Föreningen Svenska Konstnärinnor och medverkade i föreningens utställningar på Konstakademien, Baltiska utställningen, Lunds universitets konstmuseum och Liljevalchs konsthall. Dessutom medverkade hon i Vårkonstsalongen på Birger Jarlsgatan och Dalarnas konstförenings salonger i Leksand och Falun. Segerdahl som ekonomiskt hjälpte Wallén tillkommer en del av äran av den donation som Wallén 1948 testamenterade till Sveriges hantverksungdom. Hantverksföreningen i Leksand restaurerade Segerdahls lilla stuga och använde den som föreningslokal. Segerdahl är representerad i Leksands konstgalleri och via lån från Nationalmuseum vid Gästriklands folkhögskola i Storvik.